# Nicolas Rolin
Nicolas Rolin (1376, Autun – 18. ledna 1462, Autun) byl kancléř burgundského vévody Filipa Dobrého a jeden z nejbohatších a nejmocnějších mužů své doby. Roku 1424 byl za věrné služby povýšen na rytíře. Dnes je znám také tím, že jej na svých obrazech zpodobnili malíři Rogier van der Weyden a Jan van Eyck. Jeho dům Hôtel Nicolas Rolin v Autunu, kde se narodil i zemřel, dnes hostí městské museum zvané Musée Rolin.